# Palazzo Tola
Il Palazzo Tola è un edificio situato al numero 42 di Piazza Tola, a Sassari. Presenta una facciata in stile rinascimentale, nonostante sia frutto di rimaneggiamenti ottocenteschi da parte di Pasquale Tola, dei figli e dei nipoti.

## Curiosità
Sulla facciata sono presenti due targhe, le quali ricordano la nascita di Efisio Tola proprio nell'omonimo palazzo, e il suo sacrificio. Recitano: 
e